# Cel·la eclesiàstica
En l'arquitectura eclesiàstica la cel·la és el lloc de dimensions reduïdes destinat a ser habitat per un fidel, normalment un monjo, quasi de manera permanent, això és sense sortir-ne gaire, bé que sovint durant un període delimitat; pot ésser composta per una habitació, un oratori, un pati i alguna dependència. Poden ser construccions exemptes però l'habitual és que formin part d'una edificació major; són característiques les cel·les en monestirs i convents de clausura, construccions uniformes adossades entre elles i situades al llarg de galeries, un bon exemple n'és la cartoixa d'Escaladei.
Una condició és l'austeritat de la cambra, on no hi ha més objectes, estris i mobiliari que els estrictament necessaris per a dur una vida d'oració, meditació, estudi i descans, però també algunes eines per a treballs manuals o per a cultivar un petit hort a l'eixida. Per a extremar l'aïllament, normalment solen disposar de torn, mena de tambor d'eix vertical giratori proveït d'una obertura encastat a una paret, que permet passar objectes o aliments de fora a dins i viceversa sense que hi hagi contacte visual entre els individus.
Durant l'alta edat mitjana el terme cel·la s'utilitzà per a designar petits monestirs no dependents del papat sinó només del senyor, eclesiàstic o civil, del lloc.
- Passadís comunitari, a la paret de la dreta entrada i torn de la cel·la.
- Habitacle amb llar de foc, armaris encastats, taula abatible, cadira.
- Estudi amb prestatge, faristol i estris d'escriptura.
- Pati, originàriament ocupat per l'hort conreat pel monjo.
- Lleixes, pica d'aigua, poal i reixa de la porta de pujada al terrat.
- Llenyer amb eines amb entrada pel patí.